# Bieżuńskie Zeszyty Historyczne
Bieżuńskie Zeszyty Historyczne – polskie czasopismo naukowe poświęcone przede wszystkim historii północnego Mazowsza.
Na dorobek BZH składa się 30 numerów zeszytów historycznych wydawanych w latach 1993-2016. 
Obecnie 28 numerów aperiodyku jest dostępnych online w bazie danych Mazowieckich Czasopism Humanistycznych.